# David Dzakhov
Bản mẫu:Eastern Slavic name
David Yuryevich Dzakhov (tiếng Nga: Давид Юрьевич Дзахов; sinh ngày 6 tháng 10 năm 1988) là một cầu thủ bóng đá người Nga. Anh thi đấu cho F.K. Luch-Energiya Vladivostok.

## Sự nghiệp câu lạc bộ
Anh có màn ra mắt tại Giải bóng đá ngoại hạng Nga vào ngày 26 tháng 4 năm 2009 cho F.K. Amkar Perm.
Sau khi hợp đồng với F.K. Amkar Perm hết hạn vào mùa hè năm 2015, anh nghỉ chơi bóng nửa năm, trước khi trở lại Amkar vào tháng 1 năm 2016.